# Dekanija Kranj
Dekanija Kranj je rimskokatoliška dekanija, ki spada pod okrilje Nadškofije Ljubljana. Po združitvi z Dekanijo Tržič jo sestavlja 19 župnij. Dekan Dekanije Kranj je Bojan Likar, prodekan pa Tomaž Prelovšek.

## Župnije
- Župnija Besnica
- Župnija Duplje
- Župnija Goriče
- Župnija Kokrica
- Župnija Kovor
- Župnija Kranj
- Župnija Kranj - Drulovka/Breg
- Župnija Kranj - Primskovo
- Župnija Kranj - Šmartin
- Župnija Kranj - Zlato Polje
- Župnija Križe
- Župnija Lom
- Župnija Mavčiče
- Župnija Naklo
- Župnija Podbrezje
- Župnija Predoslje
- Župnija Trstenik
- Župnija Tržič
- Župnija Tržič - Bistrica